# Krottendorf-Gaisfeld
Krottendorf-Gaisfeld – gmina w Austrii, w kraju związkowym Styria, w powiecie Voitsberg. Według Austriackiego Urzędu Statystycznego liczyła 2417 mieszkańców (1 stycznia 2015).